# Адарнасе III
Адарнасе III (груз. ადარნასე; д/н — 760) — 9-й ерісмтавар (верховний князь) Іберії в 748—760 роках. Відновив фактичну самостійність держави.

## Життєпис
Походив з роду Нерсіанідів. Син Нерсе, еріставі Шида Іберія, та доньки Міріан, еріставі Кахетії. Таким чином, за материнською лінією належав до царського роду Хосровідів.
Після 736 року, коли Іберія втратила значну частину володінь, а місцеві еріставі ставали все більш незалежними, Адарнасе значно збільшив вплив при дворі ерісмтавара Гуарама III, зумівши влаштувати шлюб своєї доньки з сином-спадкоємцем останнього.
Протягом наступних років авторитет ерісмтавара значно підупав, чим вирішив скористатися Адарнасе. При цьому арабські війська були зайняті внутрішньою боротьбою в Арабському халіфаті. Тому Адарнасе 748 року повалив Гуарама III, сам посівши трон.
Постійні повстання в різних провінціях халіфату дозволили Адарнасе III перетворити арабську залежність в номінальну. Ймовірно невдовзі встановив союзні відносини з Візантією, визнавши її зверхність. Натомість отримав титул куропалата.
Помер 760 року. Йому спадкував син Нерсе.